# Abdul Rahim Ayew
Abdul Rahim Ayew, även känd som Ibrahim Ayew, född 16 april 1988 i Tamale, är en ghanansk fotbollsspelare som spelar för Europa FC i Gibraltar.
Han gjorde sin debut för Lierse SK den 29 januari 2011, i en 1–0-vinst över RSC Charleroi. I december 2013 skrev han på ett ettårskontrakt för Asante Kotoko. I januari 2015 fick han lämna klubben.
Ayew kommer från en fotbollsfamilj. Han är son till Abédi Pelé och bror till André Ayew samt Jordan Ayew.